# Chamaecereus silvestrii
Chamaecereus silvestrii (Speg.) Britton & Rose è una pianta appartenente alla famiglia delle Cactaceae, diffusa in Sud America.

## Descrizione
È una cactacea bassa e cespitosa, che forma cespuglietti compatti con fusti di lunghezza variabile. Il colore della pianta è variabile a seconda dell'esposizione al sole. La colorazione normale è verde pallido, se è esposta al sole diventa color giallo/rosso. I tubercoli sono poco pronunciati e i rami presentano spine molto piccole variabili dalle dodici alle quindici. Le costolature invece variano dalle sette alle dieci per ramo. I fiori sono di colore rosso/arancio, ad imbuto e nascono alla sommità dell'areola.

## Distribuzione e habitat
La specie è originaria del Tucumán, Argentina, delle zone montuose che precedono le Ande.

## Coltivazione
È una specie di facile coltivazione, in quanto non richiede particolari cure. È necessario, come per tutte le succulente, garantirgli un terreno aerato e poroso. Il terreno deve essere inoltre povero di sostanza organica e ricco invece di materiale inerte e minerale.
Per quanto riguarda le annaffiature, queste devono avvenire ogni 15 giorni circa in piena estate e durante la primavera; mentre in inverno, durante il periodo freddo necessario al riposo, la pianta non deve essere per nulla annaffiata. Sopporta comunque bene i lunghi periodi di siccità.
L'esposizione al sole deve avvenire gradualmente per non scottare le piante. Deve essere un'esposizione al sole pieno o leggermente in ombra; l'importante è assicurargli una buona luminosità, necessaria al periodo di fioritura che va dai primi di maggio alla fine di luglio.
Le concimazioni devono essere sporadiche e basate su un concime povero di azoto e ricco di potassio e fosforo. È molto sensibile all'attacco di cocciniglia cotonosa delle radici e di cocciniglia a scudetto.